# Дом-подкова (Иваново)
«Дом-подкова» (Жилой дом ОГПУ) — жилой дом в Иванове. Памятник конструктивизма, объект культурного наследия регионального значения.
Оригинальный 104-квартирный дом, известный как «Подкова», для работников Объединённого государственного политического управления при СНК СССР (ОГПУ) построен в 1933—1934 годах. В плане здание образует полукруг. Необычная форма здания не являлась задумкой ивановского архитектора, а была продиктована требованием заказчика сделать постройку как можно более компактной.
Жилое 6-этажное здание с магазином в первом этаже. Длина внешней кривой стен здания 186 м, внутреннего фасада — 108,5 м. Ширина торца 10 м. Эркеры выступают на 3,5 м и в плане близки к квадрату. Полезная площадь здания 7405 м², жилая — 5114. Квартир — 104.
Несущие стены из силикатного кирпича (частично проёмы между окнами выполнены в красном кирпиче). Фундамент ленточный из красного кирпича. Перекрытия подвалов железобетонные, междуэтажные — деревянные. Стропила деревянные, крыша железная, двускатная, пологая. В 1950-х гг. произведена надстройка семи вертикальных эркеров.
В доме проживали работники ОГПУ, НКВД, КГБ и их семьи. Неподалёку (проспект Ленина, 37) находится так называемый «Серый дом» или «Дом-пуля», где располагалось Управление ОГПУ-НКВД, а позже Управление комитета Государственной безопасности при СМ СССР по Ивановской области. На первом этаже в советское время располагался магазин «Военторг».
Ходят неподтвержденные слухи, что существует некий подземный ход, соединяющий "Дом-пулю" и "Дом-подкову", в котором проживали сотрудники ОГПУ, НКВД и КГБ.